# Karina Kubelková
Karina Kubelková (* 24. srpna 1983) je česká ekonomka a vysokoškolská pedagožka, od července 2022 členka bankovní rady České národní banky.

## Život
Od roku 2009 působí na Národohospodářské fakultě Vysoké školy ekonomické v Praze, kde v roce 2015 získala doktorát (titul Ph.D.). Je členkou Vědecké rady Národohospodářské fakulty a Rady pro vnitřní hodnocení VŠE. Na akademické i profesní úrovni se zaměřuje na aplikovanou hospodářskou a sociální politiku a makroekonomické prognózování. Absolvovala řadu stáží a studijních pobytů na prestižních zahraničních univerzitách a institutech v Itálii, Švýcarsku, Nizozemí, Finsku a dalších zemích. Titul MBA získala na Lyonské univerzitě ve Francii.
V letech 2010 až 2014 působila jako ekonomická analytička na Úřadu vlády ČR, později zpracovávala ekonomické analýzy pro Kancelář prezidenta republiky. Je členkou akreditační komise České asociace MBA škol (CAMBAS, od 2021), členkou České statistické společnosti (od 2018) a působila ve vědeckém grémiu České bankovní asociace.
Od roku 2016 byla hlavní analytičkou a vedoucí oddělení analýz Hospodářské komory ČR. Od vzniku v roce 2018 do roku 2022 byla také členkou Výboru pro rozpočtové prognózy, což je poradní orgán Národní rozpočtové rady. Úkolem výboru je posuzovat objektivitu makroekonomických a rozpočtových prognóz vypracovávaných Ministerstvem financí ČR pro přípravu státního rozpočtu.
Byla také členkou poradního sboru premiéra Petra Fialy.
Dne 8. června 2022 ji prezident ČR Miloš Zeman jmenoval členkou bankovní rady České národní banky, a to s účinností od 1. července 2022.